# Port de Port-Vendres
Pour les articles homonymes, voir Vendres (homonymie).
Le port de Port-Vendres est un port fruitier de première catégorie, situé à Port-Vendres dans les Pyrénées-Orientales (France). Il est géré par la Compagnie Port-Vendraise. Il est le second port fruitier de Méditerranée et fait partie des six sites de transports et logistiques du département des Pyrénées-Orientales.

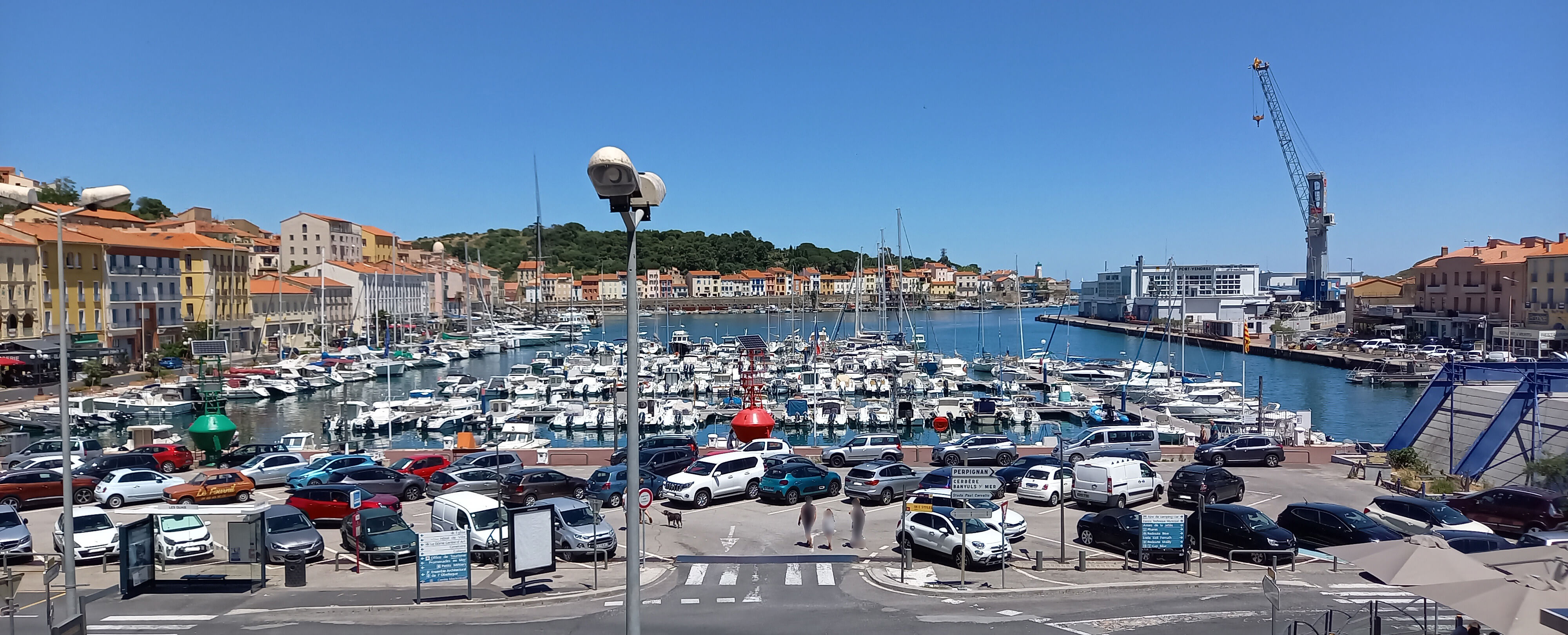
Le port vue de la place Castellane en 2022

## Histoire
Port Vendres aurait été fondé par les phéniciens pendant le VIe siècle av. J.-C., et fut le premier port de commerce du Roussillon, utilisé pour relier le monde occidental au monde oriental, puis aurait été repris par les Grecs et enfin les Romains qui lui auraient donné son nom de Portus Veneris, en référence à un temple à Vénus, sans que tout cela puisse être affirmé avec certitude. En sommeil bien que toujours utilisé au Moyen Âge, le port se développe de nouveau à partir du XVIIIe siècle.
En 1900, le rôle de Port-Vendres est double : port de commerce relié notamment à l'Algérie, mais aussi, et peut-être surtout, port militaire, à une époque où les tensions en Méditerranée sont nombreuses. La France et l'Allemagne se disputent la domination du Maroc. Port-Vendres est le port de France métropolitaine le plus proche du détroit de Gibraltar.

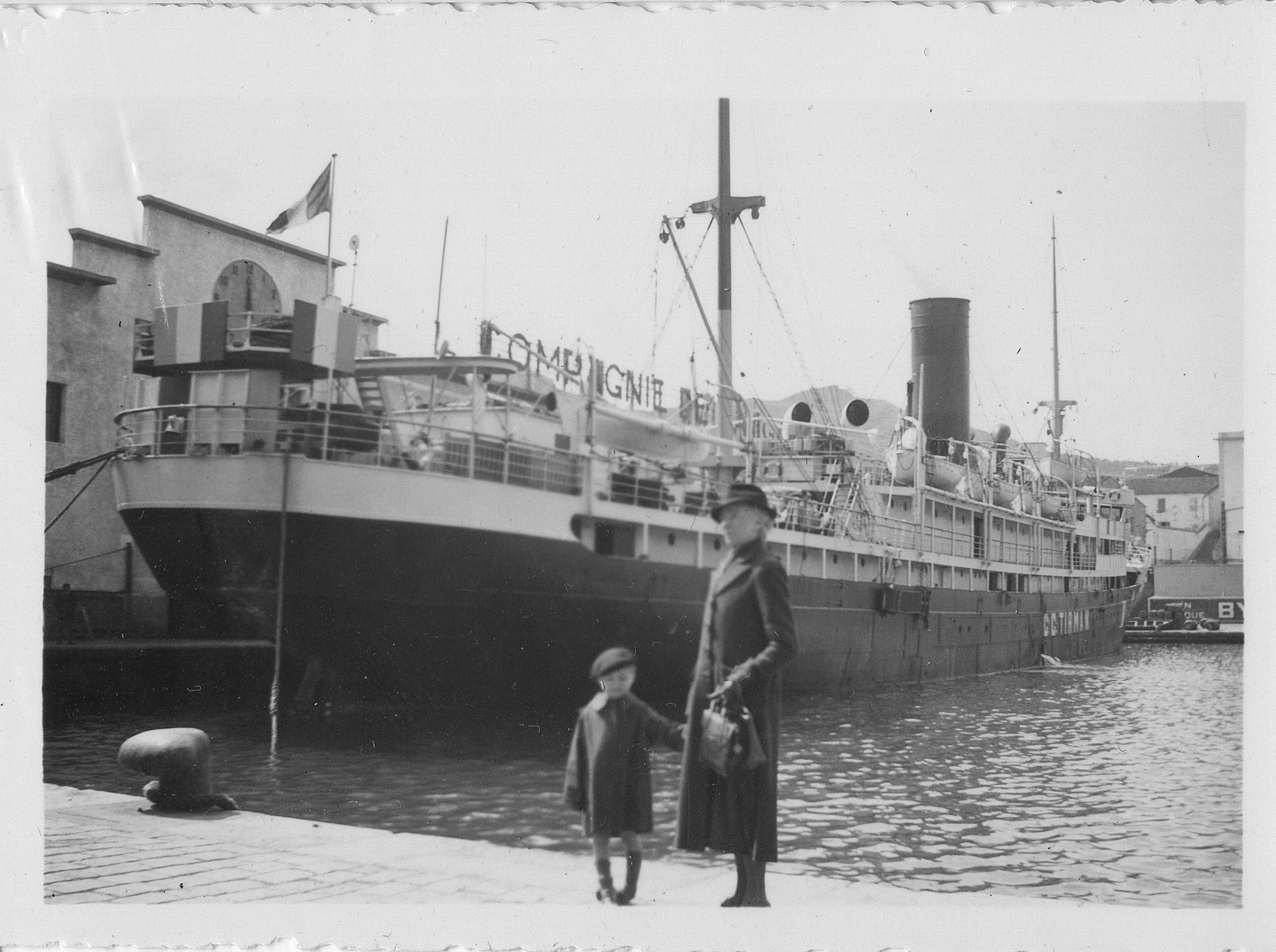
Le port en 1941, le Gouverneur général Tirman devant la gare de la Compagnie de navigation mixte.
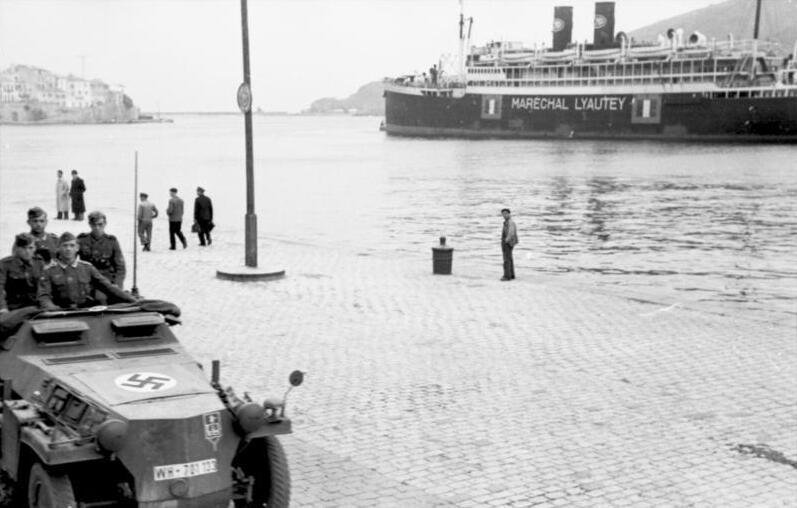
En 1942 occupé.

Si le rôle stratégique de Port-Vendres diminue peu à peu après la Grande Guerre, il n'en est pas de même pour son rôle économique. En août 1944, les Allemands détruisent les installations du port et installent des mines sous l'eau. Il faut 10 ans pour tout reconstruire et rendre le port utilisable.
Ce n'est qu'après 1962 à la suite de l'indépendance de l'Algérie, que le déclin se manifestera vraiment.

### Actions de la Croix-Rouge dans le port
1894 : Distribution faite par le comité de Perpignan aux 500 blessés du bateau "Notre Dame du Salut". 
1895 : Distribution alimentaire par l'UFF (Union des femmes de France) pour les rapatriés revenant de Madagascar sur le bateau Chandernagor-distribution divers secours par les dames du SSBM (Secours aux Blessés Militaires) pour les troupes du Carolina et de l'Amérique. 
1936 : distribution alimentaire-vestiaire-médicament aux réfugiés espagnols
1939 : 60 infirmières de la Croix-Rouge ont œuvré sur deux navires transformés en hôpital, le Maréchal Lyautey et l'Asni.
1956 : Distribution de douceurs aux rappelés d'Algérie.

## Économie
Le port est surtout utilisé pour le débarquement, le stockage et l'acheminement de fruits exotiques venus du monde entier.